# Arūnas Pukelevičius
Arūnas Pukelevičius (ur. 9 maja 1973) to były litewski piłkarz występujący na pozycji pomocnika. W trakcie swojej kariery występował głównie w klubach litewskich, lecz był dwa wyjątki. W rundzie wiosennej sezonu 1997/98 Litwin reprezentował barwy polskiej Wisły Kraków, zaś w 2004 roku występował w estońskiej TVMK Tallinn. W reprezentacji Litwy rozegrał 4 spotkania.